# 川崎桜子
川崎 桜子（かわさき さくらこ、1993年11月29日 - ）は、日本の元ラグビーレフリー（審判員）。

## プロフィール
- 神奈川県川崎市出身[2]。
- 現役時代のポジションはウィング(WTB)。

## 略歴
玉川学園小学部・中学部・高等部を卒業後、帝京大学医療技術学部スポーツ医療学科に進学。
その後2016年、帝京大学卒業後、レフリーになって大槻卓と共に2016年リオ五輪・7人制ラグビー競技の担当レフリーになる。
2020年、病気の影響でレフリーを引退する。